# Cryphonectria
Крифонектрія (Cryphonectria) — рід грибів родини Valsaceae. Назва вперше опублікована 1905 року.

## Види
База даних Species Fungorum станом на 24.10.2019 налічує 14 видів роду Cryphonectria:
- Cryphonectria abscondita (Sacc.) Sacc. & D.Sacc., 1905
- Cryphonectria acaciarum Speg., 1909
- Cryphonectria decipiens Gryzenh. & M.J.Wingf., 2009
- Cryphonectria japonica (Tak.Kobay. & Kaz.Itô) Gryzenh. & M.J.Wingf., 2009
- Cryphonectria macrospora (Tak.Kobay. & Kaz.Itô) M.E.Barr, 1978
- Cryphonectria moriformis (Starbäck) Sacc. & D.Sacc., 1905
- Cryphonectria naterciae Bragança, E.Diogo & A.J.L.Phillips, 2011
- Cryphonectria neoparasitica C.M.Tian & N.Jiang, 2019
- Cryphonectria nitschkei (G.H.Otth) M.E.Barr, 1978
- Cryphonectria parasitica (Murrill) M.E.Barr, 1978
- Cryphonectria quercicola C.M.Tian & N.Jiang, 2018
- Cryphonectria quercus C.M.Tian & N.Jiang, 2018
- Cryphonectria radicalis (Schwein. ex Fr.) M.E.Barr, 1978
- Cryphonectria variicolor (Fuckel) Sacc. & D.Sacc., 1905

## Цікаві факти
Крифонектрія паразитична (Cryphonectria parasitica) — сумчастий гриб, колись поширений лише в Південно-Східній Азії, зараз зустрічається також в Європі та Північній Америці. Якщо європейський каштан має певну стійкість до цього хвороботворного збудника, то в США гриб спричинив на каштанах моровицю. За десятиліття збудник знищив більше 3,5 мільярда дерев, понад 3,6 мільйона гектарів каштанових лісів. Це призвело до зниження кількості їжі для багатьох тварин, які харчуються плодами каштана.